# Ordine famigliare di Terengganu
L'illustre Ordine famigliare di Terengganu è un ordine cavalleresco del sultanato di Terengganu.

## Storia
L'ordine è stato fondato il 19 giugno 1962 ed è destinato ai membri delle famiglie reali.

## Classi
L'ordine dispone delle seguenti classi di benemerenza che danno diritto a dei post nominali qui indicati tra parentesi:
- membro di I classe (DK I) - massimo 16 insigniti
- membro di II classe (DK II) - massimo 24 insigniti

| Nastri              |                    |
| Membro di II classe | Membro di I classe |

## Insegne
- Il nastro della I classe è arancione con due strisce bianche mentre quello della II classe è arancione con al centro una striscia rossa con bordi bianchi.